# Foixà
Foixà è un comune spagnolo di 336 abitanti situato nella comunità autonoma della Catalogna.